# O Sanctissima
O Sanctissima è un inno latino della Chiesa cattolica alla Vergine Maria, cantato in occasione delle solennità mariane.
Esistono traduzioni in molteplici lingue, ma il testo latino è quello cantato più di frequente.

## Storia

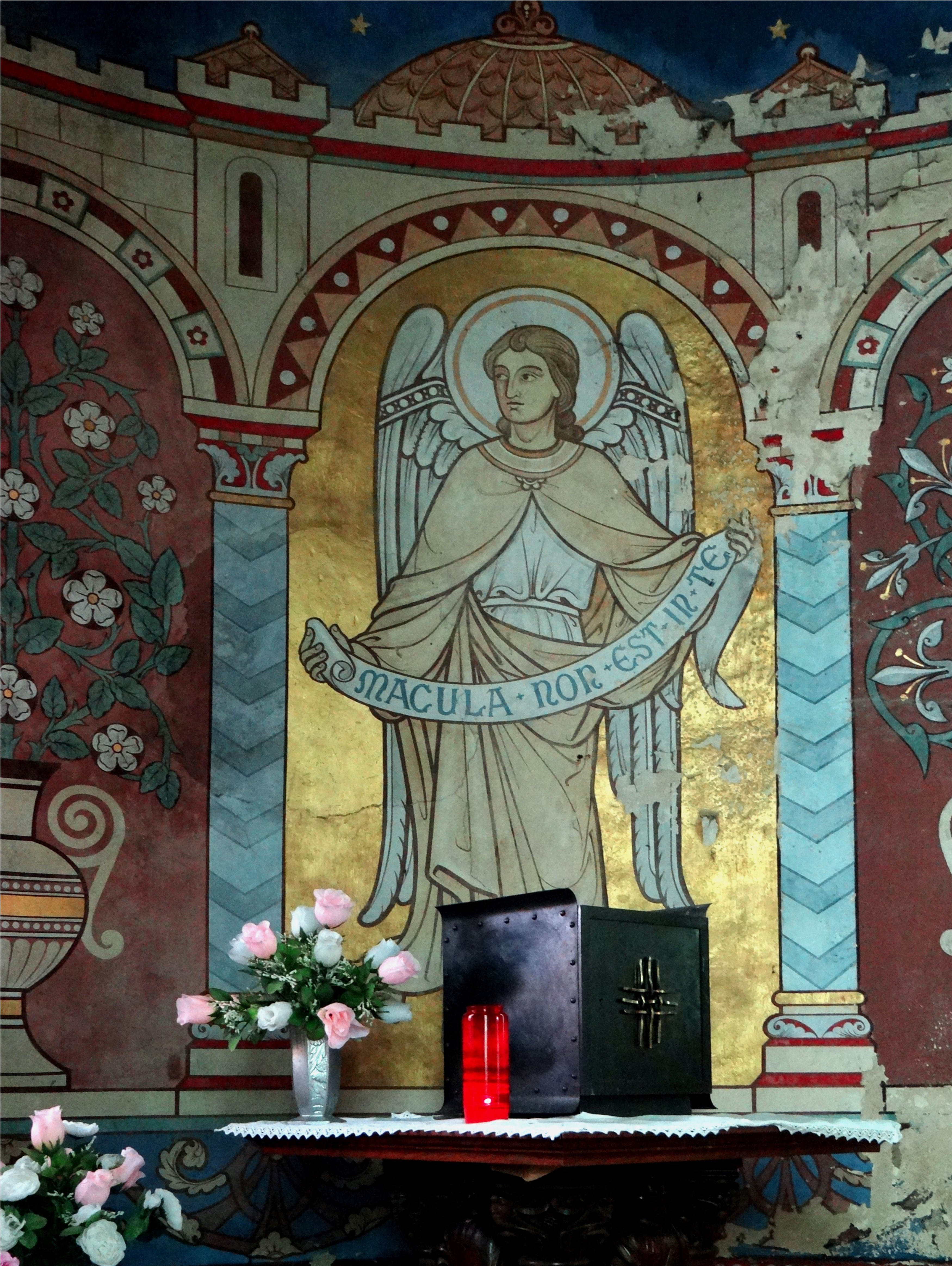
Macula non est in te, "In te non c'è ombra di peccato"

L'autore della preghiera è sconosciuto e il testo fu pubblicato per la prima volta nel 1792 dal quotidiano britannico European Magazine e London Review. Il testo in lingua tedesca fu tradotto da Johannes Daniel Falk (1768-1826), mentre le prime parole dell'inno sono menzionate da un'iscrizione nella Cattedrale di Spira, risalente al X secolo.

Nel XIX secolo, la melodia era conosciuta come l'inno dei marinai siciliani. Nonostante il nome, nessuna relazione della melodia è stata documentata a sufficienza né con la Sicilia né con il mare.
La preghiera ricorda la santità, la pietà e la dolcezza della Vergine Maria. Sottolinea che Maria è amata senza macchia, in riferimento all'Immacolata Concezione. Questa preghiera sottolinea la bellezza della Vergine, in particolare con la formula Tota pulchra es, che è anche il titolo di un altro inno mariano.
I primi due versi della terza strofa alludono al Cantico dei Cantici: "Come un giglio tra i cardi, così è la mia amata tra le giovani" (Cantico 2:2). La formula è ripetuta un numero di volte inferiore rispetto alle litanie lauretane.
Infine, il motivo "Prega per noi" a conclusione di ogni strofa è, in modo simile presente anche nella conclusione dell'Ave Maria.

## Testo
| Latino |
| --- |
| O Sanctissima O Sanctissima O Piissima Dulcis Virgo Maria! Mater amata, intemerata Ora, ora pro nobis Tota pulchra es, o Maria Et macula non est in te Mater amata intemerata Ora, ora pro nobis Sicut lilium inter spinas Sic Maria inter filias Mater amata intemerata Ora, ora pro nobis In miseria in angustia Ora Virgo pro nobis Pro nobis ora in mortis hora Ora, ora pro nobis |

Testo alternativo
| Latino | Italiano |
| --- | --- |

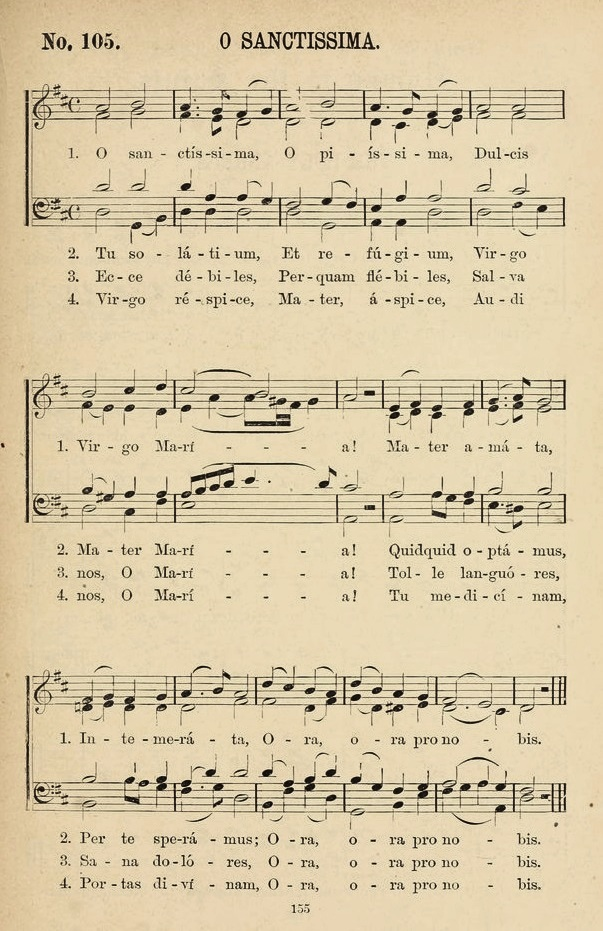
Spartito musicale dell'inno latino O Sanctissima

| O Sanctissima O Sanctissima, o piissima, dulcis Virgo Maria! Mater amata, intemerata, ora, ora pro nobis. Tu solatium et refugium, Virgo Mater Maria. Quidquid optamus, per te speramus; ora, ora pro nobis. Tua gaudia et suspiria iuvent nos, o Maria. In te speramus, ad te clamamus, ora, ora pro nobis. | O Santissima O Santissima, o amorevole, dolce Vergine Maria! Madre Amata, immacolata, prega, prega per noi. Tu sei conforto e rifugio, Vergine Madre Maria. Per le nostre necessità, in te speriamo, prega, prega per noi. Le tue gioie e le tue amarezze, ci siano di aiuto, o Maria! In te speriamo, a te gridiamo prega, prega per noi. |

## Adattamenti
I seguenti canti natalizi si ispirano all'inno O Sanctissima:
- l'inno tedesco di O du Fröhliche composto da Johannes Daniel Falk;
- l'inno inglese O How Joyfully, Day Of Holiness, O Thou Joyful, O Thou Wonderful, Virgin Full of Grace,O Thou Joyful Day y O Most Wonderful.[7]

Testo e musica influenzarono anche i seguenti compositori:
- nel 1808, E.T.A. Hoffmann compose un adattamentio dell'inno all'interno dell'opera intitolata 6 Canzoni per 4 voci a cappella;
- nel 1817, Ludwig van Beethoven arrangiò Zwölf verschiedene Volkslieder e il WoO n. 157 per coro a tre voci con pianoforte, violino e violoncello[8];
- nel 1879, Antonín Dvořák compose O sanctissima dulcis Virgo Maria per contralto, baritono e organo[9];
- l'inno è citato in Lord, Dismiss Us With Thy Blessing e sembra aver influenzato We Shall Overcome, in base a una stretta similitudine fra le prime due strofe delle due melodie.[1][10][11]